# 第13施設群
第13施設群（だいじゅうさんしせつぐん、英語:JGSDF 13th Engineer Group)は、陸上自衛隊幌別駐屯地（北海道登別市）に群本部が駐屯する第3施設団隷下の施設科部隊である。

## 概要
本部管理中隊、3個の施設中隊、水際障害中隊の5個中隊からなり1個施設中隊を倶知安駐屯地に配置している。群長は1等陸佐（二）が充てられ幌別駐屯地司令を兼務する。さまざまな災害派遣や国際貢献活動で活躍している。
2008年（平成20年）3月26日に中期防衛力整備計画 (2005)に基づく、第3施設団の北部方面施設隊への改編に伴い、群編成から隊編成の第13施設隊に縮小改編となり一度廃止されたが、2017年（平成29年）3月27日に再編成された。
同名による再編成は第1陸曹教育隊に続き2例目。また、2014年（平成26年）3月26日の第13旅団隷下の第13施設中隊の第13施設隊への改編により、同名の部隊となっていたが、2017年（平成29年）3月27日の改編により、第13施設群として再編されたので、同名の部隊は解消された。同じ部隊名であったが、部隊規模は異なっていた。同名の期間は約3年余りであった。

## 沿革
独立第533施設大隊
- 1952年（昭和27年）11月22日：独立第533施設大隊が舞鶴駐屯地に新編。
- 1953年（昭和28年）2月16日：独立第533施設大隊が舞鶴駐屯地から幌別駐屯地に移駐。

第103施設大隊
- 1954年（昭和29年）7月1日：独立第533施設大隊（幌別駐屯地）が第103施設大隊に称号変更し、第1施設群に編合。
- 1961年（昭和36年）8月17日：第1施設群が第3施設団新編に伴い隷下に編入。

第13施設群（新編）
- 1976年（昭和51年）3月25日：第103施設大隊を廃止・改編、第311地区施設隊（函館駐屯地）を編合し、第13施設群を幌別駐屯地に新編。第3施設団に編合。

※ 編成（群本部・本部中隊、第338施設中隊～第340施設中隊、第313ダンプ車両中隊、第313施設器材中隊、第311地区施設隊（函館駐屯地））
- 1982年（昭和57年）3月25日：第313ダンプ車両中隊（幌別駐屯地）を廃止。
- 1988年（昭和63年）3月25日：第311地区施設隊（函館駐屯地）を廃止・改編し、第343施設中隊を函館駐屯地に新編。
- 1996年（平成08年）3月29日：第29普通科連隊（倶知安駐屯地）廃止に伴い、同連隊の施設作業小隊要員を引き受ける形で第343施設中隊が函館駐屯地から倶知安駐屯地に移駐。
- 2000年（平成12年）3月28日：機能別中隊に改編[4]

1. 第338施設中隊～第340施設中隊、第313施設器材中隊（幌別駐屯地）を廃止・改編し、第358施設中隊～第360施設中隊を幌別駐屯地に新編。
2. 第343施設中隊（倶知安駐屯地）を廃止・改編し、第361施設中隊を倶知安駐屯地に新編。
3. 後方支援体制移行に伴い、整備部門を北部方面後方支援隊第101施設直接支援大隊第3直接支援中隊に移管。

- 2004年（平成16年）3月29日：第1施設群廃止に伴い、第301坑道中隊（南恵庭駐屯地）を第13施設群に編合。

第13施設隊
- 2008年（平成20年）3月26日：第13施設群（幌別駐屯地）を廃止・縮小改編し、第13施設隊を幌別駐屯地に新編。北部方面施設隊に編合。

1. 第358施設中隊「築城」および第359施設中隊「障害」（幌別駐屯地）を廃止・改編し、第383施設中隊「築城・障害」を幌別駐屯地に新編。
2. 第301坑道中隊（南恵庭駐屯地）および第302水際障害中隊（幌別駐屯地）は直轄部隊として北部方面施設隊に編合。

第13施設群（再編）
- 2017年（平成29年）3月27日：第13施設隊（幌別駐屯地）を廃止・増強改編、再び第302水際障害中隊を編合し、第13施設群を幌別駐屯地に新編[5]。第3施設団に編合。

## 部隊編成・駐屯地
編成
- 第13施設群本部
- 本部管理中隊「13施群-本」
- 第360施設中隊「13施群-360」（機動支援）
- 第361施設中隊「13施群-361」（交通）
- 第383施設中隊「13施群-383」（築城・障害)
- 第302水際障害中隊「13施群-302水」

駐屯地
- 幌別駐屯地（登別市）
  - 群本部および本部管理中隊
  - 第360施設中隊
  - 第383施設中隊
  - 第302水際障害中隊
- 倶知安駐屯地（虻田郡倶知安町）
  - 第361施設中隊

## 整備支援部隊
- 北部方面後方支援隊第101施設直接支援大隊第3直接支援中隊「101施直支-3」（幌別駐屯地）：2000年（平成12年）3月28日から
  - 倶知安派遣隊「101施直支-3」（倶知安駐屯地）：第361施設中隊を支援。2000年（平成12年）3月28日から

## 主要幹部
| 官職名                         | 階級    | 氏名     | 補職発令日     | 前職                         |
| ------------------------------ | ------- | -------- | -------------- | ---------------------------- |
| 第13施設群長 兼 幌別駐屯地司令 | 1等陸佐 | 橋本隆之 | 2023年12月22日 | 中部方面総監部人事部人事課長 |

| 代 | 氏名       | 在職期間                        | 前職                                 | 後職                                            |
| -- | ---------- | ------------------------------- | ------------------------------------ | ----------------------------------------------- |
| 01 | 寺田太人   | 1976年03月25日 - 1978年03月15日 | 第3施設団本部勤務                    | 第4施設団本部付                                 |
| 02 | 細川潤三   | 1978年03月16日 - 1980年03月16日 | 第102施設器材隊長                    | 大久保駐とん地業務隊長                          |
| 03 | 田中幸彦   | 1980年03月17日 - 1982年03月15日 | 陸上自衛隊施設補給処企画室長         | 統合幕僚会議事務局第3幕僚室勤務                 |
| 04 | 横山松雄   | 1982年03月16日 - 1984年03月15日 | 陸上自衛隊幹部学校勤務               | 自衛隊新潟地方連絡部長                          |
| 05 | 松原健一   | 1984年03月16日 - 1985年06月30日 | 陸上幕僚監部監理部総務課 広報室長    | 陸上幕僚監部人事部人事計画課 援護室長           |
| 06 | 池田勝     | 1985年07月01日 - 1987年07月31日 | 陸上自衛隊施設学校学校教官           | 陸上自衛隊幹部学校学校教官                      |
| 07 | 中里紀一   | 1987年08月01日 - 1989年03月15日 | 陸上幕僚監部防衛部研究課 研究班長    | 北部方面総監部装備部長                          |
| 08 | 村田雄二郎 | 1989年03月16日 - 1991年03月15日 | 中部方面総監部防衛部訓練課長         | 東北方面総監部防衛部長                          |
| 09 | 野村昭嘉   | 1991年03月16日 - 1992年11月30日 | 陸上幕僚監部装備部施設課 建設班長    | 陸上自衛隊幹部学校主任教官                      |
| 10 | 渡邉榮樹   | 1992年12月01日 - 1995年03月22日 | 陸上幕僚監部付                       | 防衛研究所所員                                  |
| 11 | 中村信悟   | 1995年03月23日 - 1997年03月25日 | 陸上幕僚監部防衛部運用課 運用第1班長 | 陸上幕僚監部教育訓練部訓練課長                  |
| 12 | 池田正大   | 1997年03月26日 - 1999年07月31日 | 陸上幕僚監部装備部施設課 器材班長    | 陸上自衛隊補給統制本部施設部長                  |
| 13 | 白井純夫   | 1999年08月01日 - 2002年03月21日 | 陸上自衛隊幹部学校学校教官           | 自衛隊奈良地方連絡部長                          |
| 14 | 菊池透     | 2002年03月22日 - 2004年03月31日 | 陸上自衛隊幹部学校学校教官           | 西部方面総監部総務部長                          |
| 15 | 湯前剛     | 2004年04月01日 - 2006年03月31日 | 陸上幕僚監部装備部施設課 総括班長    | 陸上自衛隊施設学校教育部長                      |
| 末 | 諫田保浩   | 2006年04月01日 - 2008年03月25日 | 陸上幕僚監部装備部施設課 総括班長    | 陸上自衛隊施設学校付 →2008年4月1日 同校教育部長 |

| 代 | 氏名     | 在職期間                        | 前職                                              | 後職                                    |
| -- | -------- | ------------------------------- | ------------------------------------------------- | --------------------------------------- |
| 01 | 土生円徳 | 2008年03月26日 - 2009年11月30日 | 第2施設団本部高級幕僚                             | 帯広駐屯地業務隊長                      |
| 02 | 奥田浩一 | 2009年12月01日 - 2012年03月22日 | 東部方面総監部総務部広報室長                      | 東北方面総監部装備部施設課長            |
| 03 | 後藤一郎 | 2012年03月23日 - 2014年03月22日 | 技術研究本部 技術開発官（陸上担当）付 第2開発室長 | 陸上自衛隊研究本部研究員                |
| 04 | 渋谷幹   | 2014年03月23日 - 2015年07月31日 | 陸上自衛隊研究本部研究員                          | 陸上自衛隊富士学校管理部 演習場管理課長 |
| 05 | 坂田隆   | 2015年08月01日 - 2017年03月22日 | 第13旅団司令部第3部長                             | 東北方面総監部法務官                    |
| 末 | 河口弘幸 | 2017年03月23日 - 2017年03月26日 | 統合幕僚監部運用部運用第3課 訓練班長              | 第13施設群長 兼 幌別駐屯地司令          |

| 代 | 氏名       | 在職期間                        | 前職                             | 後職                                          |
| -- | ---------- | ------------------------------- | -------------------------------- | --------------------------------------------- |
| 01 | 河口弘幸   | 2017年03月27日 - 2018年07月31日 | 第13施設隊長 兼 幌別駐屯地司令   | 陸上幕僚監部指揮通信システム・情報部 情報課長 |
| 02 | 大久保芳樹 | 2018年08月01日 - 2020年03月15日 | 陸上自衛隊開発実験団本部評価科長 | 陸上自衛隊補給統制本部施設部長                |
| 03 | 畠山義仁   | 2020年03月16日 - 2022年03月13日 | 陸上幕僚監部衛生部企画室         | 第2施設団副団長                               |
| 04 | 藤田宗徳   | 2022年03月14日 - 2023年12月21日 | 東部方面総監部装備部後方運用課長 | 第2施設団副団長                               |
| 05 | 橋本隆之   | 2023年12月22日 -                | 中部方面総監部人事部人事課長     |                                               |

## その他

### アフリカ施設部隊早期展開プロジェクト
2018年（平成30年）7月-10月、第13施設群の隊員らがアフリカ施設部隊早期展開プロジェクトに参加。ケニア・ナイロビにある国際平和支援訓練センター（国連施設）にて、アフリカの各国軍に対して重機の操作や整備等の指導を行った。

## 主要装備
- 道路障害作業車
- 83式地雷敷設装置
- 81式自走架柱橋
- グレーダ
- 掩体掘削機
- 道路障害作業車
- 資材運搬車
- バケットローダ
- トラッククレーン
- タイヤローラ
- 89式5.56mm小銃
- 110mm個人携帯対戦車弾
- 3 1/2tトラック / 73式大型トラック
- 1 1/2tトラック / 73式中型トラック
- 1/2tトラック / 73式小型トラック
- 3トン半ダンプ
- 1トン半救急車

## 廃止（改編）部隊
- 1982年（昭和57年）3月25日廃止
  - 第313ダンプ車両中隊「313ダンプ」（幌別駐屯地）：
- 1988年（昭和63年）3月25日廃止
  - 第311地区施設隊「311地施」（函館駐屯地）：第343施設中隊（函館駐屯地）に改編。
- 2000年（平成12年）3月28日廃止
  - 第338施設中隊「338施」（幌別駐屯地）：第358施設中隊「築城」、第359施設中隊「障害」、第360施設中隊「機動支援」（幌別駐屯地）に改編。
  - 第339施設中隊「339施」（幌別駐屯地）：第358施設中隊～第360施設中隊（幌別駐屯地）に改編。
  - 第340施設中隊「340施」（幌別駐屯地）：第358施設中隊～第360施設中隊（幌別駐屯地）に改編。
  - 第343施設中隊「343施」（倶知安駐屯地）：第361施設中隊「交通」（倶知安駐屯地）に改編。
  - 第313施設器材中隊「313施器」（幌別駐屯地）：第358施設中隊～第361施設中隊へ隊員の異動、装備品の管理替え。
- 2008年（平成20年）3月26日廃止
  - 第358施設中隊「358施」「築城」（幌別駐屯地）：第383施設中隊「築城・障害」に改編。
  - 第359施設中隊「359施」「障害」（幌別駐屯地）：第383施設中隊「築城・障害」に改編。

## 部隊改編
第13施設群新編時（1976年（昭和51年）3月25日）
- 第13施設群本部
- 第13施設群本部中隊「13施群-本」
- 第338施設中隊「338施」
- 第339施設中隊「339施」
- 第340施設中隊「340施」
- 第313ダンプ車両中隊「313ダ」
- 第313施設器材中隊「313施器」
- 第311地区施設隊（函館駐屯地）

2000年機能別改編時（2000年（平成12年）3月28日）
- 第13施設群本部
- 本部管理中隊「13施群-本」
- 第358施設中隊「358施」
- 第359施設中隊「359施」
- 第360施設中隊「360施」
- 第361施設中隊「361施」（倶知安駐屯地）
- 第301坑道中隊「301抗」
- 第302水際障害中隊「302水」

第13施設隊新編時（2008年（平成20年）3月26日）
- 第13施設隊本部
- 第13施設隊本部付隊「13施-本」
- 第360施設中隊「13施-360」
- 第361施設中隊「13施-361」（倶知安駐屯地）
- 第383施設中隊「13施-383」